# Stikstofoxide
Een stikstofoxide is een binaire verbinding van zuurstof en stikstof, zoals een verbinding uit het rijtje:
- stikstofmonoxide (NO)
- stikstofdioxide (NO2)
- distikstofmonoxide (N2O), lachgas
- distikstoftrioxide (N2O3)
- distikstoftetraoxide (N2O4)
- distikstofpentaoxide (N2O5)
- stikstoftrioxide (NO3)

Vaak worden willekeurige stikstofoxiden, of mengsels van willekeurige stikstofoxiden, aangeduid met "NOx". Lachgas (N2O) wordt bij standaardomstandigheden doorgaans niet tot de stikstofoxiden gerekend.

## Stabiliteit
De verzamelnaam voor de mono-stikstofoxiden (NO, NO2 en NO3) is NOx. De laatste vier, N2O3, N2O4, N2O5 en NO3, zijn bij kamertemperatuur en atmosferische druk niet stabiel:
{\displaystyle {\ce {2 N2O3 -> 2 NO + N2O4}}}
{\displaystyle {\ce {N2O4 -> 2 NO2}}}
{\displaystyle {\ce {2 N2O5 -> 4 NO2 + O2}}}
De tweede, N2O, is bij hogere temperaturen weinig stabiel, ontleedt bij hoge temperatuur gemakkelijk en is dan bij hoge druk een krachtige oxidator:
{\displaystyle {\ce {2 N2O -> 2 N2 + O2}}}
zodat ze als raketbrandstof gebruikt kan worden.
De eerste, NO, zet zich in lucht om tot NO2:
{\displaystyle {\ce {2 NO + O2 -> 2 NO2}}}
Hoewel NO het meest gevormd wordt, zal in de lucht dus vooral NO2 voorkomen.

## Ontstaan
Stikstofoxiden ontstaan bij alle vormen van verbranding op hoge temperatuur, bijvoorbeeld in een verbrandingsmotor. Als diesel met benzine vergeleken wordt, kan geconcludeerd worden dat diesels meer NOx produceren, doordat de verbranding plaatsvindt bij hogere druk en bijgevolg ook hogere temperatuur. Andere voorbeelden van verbrandingsprocessen zijn huishoudelijke verwarming op gas, stookolie of kolen, industriële processen zoals thermische elektriciteitscentrales op kolen, olie of gas, cementovens, hoogovens voor staalproductie.
Het belangrijkste mechanisme is aangetoond door Zeldovich en luidt vereenvoudigd:
{\displaystyle {\ce {N2 + O2 -> 2 NO}}}
Bij 1500 °C levert dit 0,3% NO op, bij 1930 °C 1% en bij 2300 °C 2%.

## Eigenschappen
Stikstofoxiden worden gerekend tot de stoffen die verzuring en eutrofiëring van het milieu in de hand werken, onder andere zure regen. Een reactie met water levert de anorganische zuren salpeterzuur en salpeterigzuur op:
{\displaystyle {\ce {N2O5 + H2O -> 2 H+NO3^- (aq)}}}
{\displaystyle {\ce {N2O3 + H2O -> 2 H+NO2^- (aq)}}}
{\displaystyle {\ce {2 NO2 + H2O -> H+NO3^- (aq) + H+NO2^- (aq)}}}

## Toxicologie en veiligheid
Stikstofoxiden zijn schadelijk voor de luchtwegen van mens en dier en ook voor plantengroei. Stikstofoxiden tasten ook de ozonlaag in de stratosfeer aan:
{\displaystyle {\ce {NO + O3 -> NO2 + O2}}}
Ozon kan echter ook opnieuw gevormd worden door de omgekeerde reactie:
{\displaystyle {\ce {NO2 + O2 -> NO + O3}}}
Stikstofoxiden kunnen op deze manier smog nabij de grond creëren en zijn verantwoordelijk voor een gedeelte van het versterkte broeikaseffect: N2O werkt zoals koolstofdioxide, maar dan 265 keer zo sterk.
Om hier iets aan te doen, is een chemische reductie in vele gevallen verplicht. Er zijn verschillende soorten reducties mogelijk: selectieve of niet-selectieve en katalytische of niet-katalytische. Het meest toegepast zijn de katalysatoren voor de uitlaat van auto's op benzine, gebaseerd op platina of palladium. Ook industriële processen passen reductie toe. Het gaat dan om selectieve katalytische reductie bijvoorbeeld een speciale katalysator op vrachtauto's waarbij het product AdBlue ervoor zorgt, dat de NOx-uitstoot nagenoeg tot nul wordt teruggebracht. Sinds 2006 moeten alle nieuwe vrachtauto's voorzien zijn van een dergelijke katalysator of selectieve niet-katalytische reductie. Daarnaast passen industriële processen ook andere maatregelen toe, waaronder bepaalde chemische reacties.
NO · NO2 · N2O · N2O3 · N2O4 · N2O5 · NO3